# ハイレッド・センター
ハイ・レッド・センターは、高松次郎、赤瀬川原平、中西夏之の3名により1963年に結成された前衛芸術グループ。真紅の「！」がシンボルマーク。

## 概要
ハイ・レッド・センターというグループ名は、メンバーの名前の「高」＝「ハイ」、「赤」＝「レッド」、「中」＝「センター」を組合わせたものである。その活動は、1964年の東京オリンピックを前に警戒が強まる東京の路上で、秘密組織的な印象を漂わせた行動を起こしたり、逆に過度に公的機関の重要事業を装ったりと都市を撹乱するもので、路上・電車の中・ホテルなどの日常的な場所で非日常的な行為を行う過激な「イベント」で美術ジャーナリズムだけでなく週刊誌など世間の注目をも集めた。当時、メンバーは流動的で、活動ごとに変化するとしていた。
彼らの集団は様々なイベントや行動によって、それが芸術であるかないかという事を制度的に問いかけようとした。

## 活動の記録

### 主な活動一覧
- 敗戦記念晩餐会

1962年8月15日、国立市公民館にて開催。観客を晩餐会に招待し、主催者だけが晩餐をとるイベント。
- 山手線事件

1962年10月18日、有楽町駅ホーム、上野駅ホーム、山手線車内でのイベント。まだ赤瀬川は参加しておらず、川仁宏らが参加している。
- 第5次ミキサー計画

1963年5月7日～12日、新宿・第一画廊での「ハイ・レッド・センター」を名乗った最初のイベント。岡本太郎がテープカットを行った。
- 第6次ミキサー計画

1963年5月28日～29日、新橋の駅前と宮田内科診療所でのイベント。
- シェルタープラン

1964年1月26日～27日、招待状を持った観客を帝国ホテルの一室に呼び、上下左右からの全身撮影や全身の採寸を行った。オノ・ヨーコ、足立正生、横尾忠則らが観客として参加している。
- ドロッピング・イヴェント

1964年10月10日、御茶ノ水・池坊会館の屋上から衣類・カバンなどさまざまなものを投げ落とすイベント。
- 首都圏清掃整理促進運動

1964年10月16日、銀座の街頭に清掃運動中の看板を立て、メンバー全員白衣にマスク姿で、通行人のうさんくさげな視線の中、マンホールやアスファルトなどを雑巾や薬品で不必要なまでに清潔に磨き上げた。
など